# Taleeb Noormohamed
Taleeb Noormohamed (né le 8 octobre 1976)  est un homme politique canadien. Il représente la circonscription de Vancouver Granville depuis 2021 sous la bannière du parti libéral.

## Biographie
Avant son élection, Noormohamed est un cadre dans une compagnie de technologie. Il pratique également le « flipping » de propriétés, chose qui lui est reproché lors de sa campagne électorale puisque celle-ci est centrée sur l'accès au logement. Il se présente pour la première fois dans Vancouver Granville en 2019, où il affronte l'ancienne ministre libérale devenue députée indépendante Jody Wilson-Raybould. Cette dernière l'emporte avec 33 % des voix contre 26 % pour Noormohamed. Il se représente cependant deux ans plus tard alors que Wilson-Raybould se retire de la vie politique. Il l'emporte cette fois par une très faible pluralité de 258 votes contre la néodémocrate Anjali Appadurai. Il faut attendre deux jours après l'élection pour que sa victoire soit confirmée.